# Craterocephalus dalhousiensis
The Dalhousie hardyhead (Craterocephalus dalhousiensis) là một loài cá thuộc họ Atherinidae. Nó là loài đặc hữu của Úc.